# Цедрилацетат
Цедрилацетат — сложный эфир цедрола и уксусной кислоты. Относится к терпеноидам природного происхождения.

## Свойства
Цедрилацетат является бесцветными кристаллами. Обладает кедровым запахом. Нерастворим в воде, но хорошо растворяется в этаноле и других органических растворителях.

## Нахождение в природе и получение
Цедрилацетат обнаруживается в кедровом масле. Его получают ацетилированием фракций кедрового масла, обогащённых цедролом.

## Применение
Цедрилацетат используется в качестве отдушек для туалетного мыла, в парфюмерии как компонент для композиций, а также как фиксатор запаха.